# Alzoniella cantabrica
Alzoniella cantabrica е вид охлюв от семейство Hydrobiidae. Видът не е застрашен от изчезване.

## Разпространение и местообитание
Разпространен е в Испания.
Обитава сладководни басейни, реки, потоци и канали.